# Тебулосский хребет
Тебулосский хребет (чечен. ТӀуьйли дукъ) — горный хребет в Чечне. Находится в Итум-Калинском районе на границе с Грузией. В системе Тебулосского хребта имеется горная вершина Чамгой (3648 м).

## Растительность
В северной части Тебулосского хребта небольшие разрозненные ареалы черники отмечены (30.06.75 г. и 07.07.82 г.), в урочище Цакхельчу, на абсолютной высоте около 2200 метров. Кустарники произрастали на границе березового криволесья и субальпийских лугов.